# Google Checkout
Google Checkout foi um serviço de processamento de compras da Google, do tipo do PayPal.
Tanto os compradores como os vendedores podem registrar-se.
Para os vendedores, existe o facto de não pagarem uma mensalidade, só uma comissão de 2% + 0,20 US$. Para os compradores, existe o facto de poderem controlar e completar as suas compras de um só sítio, para além de poderem manter o seu endereço de correio electrónico confidencial.
Associado ao Google Checkout, existe o Google Product Search (antigo Froogle).
Actualmente, só está disponível em inglês e o serviço é totalmente grátis até 2008 para vendedores.